# Кокшаровский (станция)
Кокшаро́вский — станция Свердловской железной дороги. Входит в Тюменский центр организации работы железнодорожных станций ДЦС-3 Свердловской дирекции управления движением. Расположена на 1950 км главного хода Транссиба на линии Екатеринбург — Тюмень в одноимённом посёлке Камышловского района Свердловской области. По характеру работы является промежуточной, по объёму работы отнесена к 3 классу.
На станции имеется старое деревянное здание вокзала и пост ЭЦ. Пассажирская платформа — одна боковая у 4-го станционного пути, ближайшего к зданию вокзала. Зачастую приём пассажирских поездов осуществляется на II главный путь, не оборудованный платформой.
К станции примыкают подъездные пути: Камышловской нефтебазы, ООО «МЕТА-ИНВЕСТ», Кокшаровского шпалопропиточного завода.

## Пассажирское движение
По станции имеют остановку 2 пары электропоездов из Екатеринбурга:
| № поезда | Маршрут движения        | № поезда | Маршрут движения        |
| -------- | ----------------------- | -------- | ----------------------- |
| 6710     | Екатеринбург — Камышлов | 7251     | Камышлов — Екатеринбург |
| 6704     | Екатеринбург — Ощепково | 6703     | Ощепково — Екатеринбург |